# 王莎莎
王莎莎 （1987年1月8日—），山東省烟台市牟平区人，中华人民共和国女子手球運動員，中國國家女子手球隊隊員。

## 簡歷
王莎莎自小就很有体育天赋，爆发力和臂力都特别强。她在小學四年级就被選拔進入山东烟台市牟平区体校，起初专攻篮球，后来才改练手球。1998年，11岁的她已入选山东省女手队，其間贏得過2000年全国青年女手锦标赛冠军；及至2002年入选中国家青年女子手球队。
2003年5月，16岁的王莎莎从国青队調升至国家队。同年9月，中国队參加日本舉行的亞洲女子手球錦標賽，入队僅4个月的王莎莎隨即被教練郑亨钧委以重任，以主力身份出戰對日本隊的賽事；最終，初登國際賽場的王莎莎成為全队得分最多的队员，助國家隊旗開得勝。
2010年11月，王莎莎代表中國出戰廣州亞運會，參加女子手球比賽項目，奪得金牌。